# Мартин Пушкар
Марти́н Пушкар (1598 — 11 червня (1 червня за ст. ст.) 1658) — полководець часів Хмельниччини, полковник полтавський, один з меценатів заснування Хрестоздвиженського монастиря, ватажок повстання 1657 року, спрямованого проти влади Івана Виговського.

## Життєпис

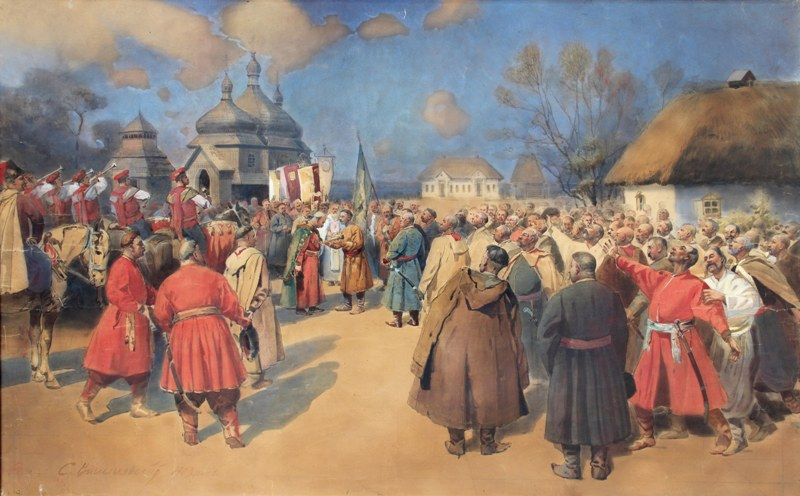
«Обрання полковником Мартина Пушкаря» С.Васильківський.

Походив з Любецької шляхти — родину Пушкарів-Ресинських було нобілітовано за часів Сигізмунда II Августа. До 1648 року Пушкар перебував на Запорожжі. Згадку про нього як одного з очільників визвольного повстання містить дума «Про Хмельницького і Барабаша»:
У реєстрі 1649 року під іменем «Мартина Пушкаренка» записаний полковником полтавським і згадується в поході 1649 року до Збаража. Згодом узяв участь у поході 1650 року на Ясси, 1651 року Дем'яна Лисовця до Кам'янця та 1651 року до Берестечка. У березні 1651 року, на чолі козацьких полків прийшов на допомогу Івану Богуну, який обороняв Вінницю. Згодом брав участь у Білоцерківській виправі 1651 року, поході 1652 року до Кам'янця, 1653 року до Бедрихова Городка, 1653 року до Жванця, Брацлавській битві 1654 року та поході 1655 року до Охматова. Учасник Охматівської битви 1655 року, у якій очолював передовий полк, котрий першим зійшовся у бою з наступаючими частинами польського війська. За життя гетьмана Хмельницького Мартин Пушкар взяв також участь у поході 1655 року до Львова та у поході 1657 року Юрія Хмельницького до Наливайкового Броду.
Після смерті Богдана Хмельницького та наступних дій окремих владців, очолюваних Іваном Виговським, Пушкар виступив у збройній опозиції до останнього. У грудні 1657-го царем підписано наказову грамоту про підкорення Мартина Пушкаря Виговському. В січні полковник видав маніфест супроти того, наприкінці місяця сповіщаючи Діонісія Балабана про незгоду «черні» з обранням Виговського гетьманом. Перші сутички закінчилися перемогою більш досвідченого полтавського полковника та 1 червня 1658 року під Полтавою військо Виговського разом із союзними силами кримського хана, на чолі з Карач-Беєм, розгромило сили Пушкаря. Сам бунтівний полковник загинув у бою.

## Вшанування пам'яті
У Полтаві Мартину Пушкарю в 1987-му відкрито пам'ятний знак на вулиці Великотирнівській, у межах колишньої Пушкарівки, котру в XVII ст. одержав у спадок Пушкар. 
Також у Полтаві є вулиця Мартина Пушкаря.
Вулиця Пушкарська у місті Дніпро.
У місті Полтава є мікрорайон Пушкарівський.
У Полтавській області є село Пушкарівка.

## У літературі
- «Гідний наступник» — перша книга трилогії «Між двох орлів» Ярослави Дегтяренко